# Liberator (album)
Albums de Orchestral Manoeuvres in the Dark
Sugar Tax
(1991) Universal
(1996)
Liberator est le neuvième album du groupe de new wave britannique Orchestral Manoeuvres in the Dark, sorti en 1993.
Il contient notamment deux reprises, Sunday morning de Lou Reed et Dream of Me (based of a love's theme) de Barry White. On retrouve les mêmes musiciens que sur l’album Sugar Tax de 1991. Le style est dans la lignée de Sugartax mais dans un style plus dance, en phase avec l’époque. Le son typique d’OMD se retrouve dans plusieurs chansons comme Love And Hate You ou Dollar Girl.

## Liste des pistes
1. Stand Above Me - 3:33
2. Everyday'' - 3:57
3. King of Stone - 4:17
4. Dollar Girl - 4:18
5. Dream on Me (based on love's theme) - 4:11
6. Sunday Morning - 3:22
7. Agnus Dei - 3:37
8. Love and Hate You - 3:16
9. Heaven is - 4:29
10. Best Years of Our Lives - 4:35
11. Christine - 5:05
12. Only Tears - 4:13